# Shaxin (sockenhuvudort i Kina, Jiangxi Sheng, lat 25,99, long 115,77)
Shaxin är en sockenhuvudort i Kina. Den ligger i provinsen Jiangxi, i den sydöstra delen av landet, omkring 300 kilometer söder om provinshuvudstaden Nanchang. Antalet invånare är 6 837. Befolkningen består av 3 544 kvinnor och 3 293 män. Barn under 15 år utgör 34 %, vuxna 15-64 år 55 %, och äldre över 65 år 9,0 %.
Runt Shaxin är det ganska tätbefolkat, med 214 invånare per kvadratkilometer. Närmaste större samhälle är Kuantian, 10,3 km väster om Shaxin. I omgivningarna runt Shaxin växer i huvudsak blandskog.
Genomsnittlig årsnederbörd är 1 965 millimeter. Den regnigaste månaden är maj, med i genomsnitt 358 mm nederbörd, och den torraste är oktober, med 19 mm nederbörd.